# Simon Bigum
Simon Bigum, né le 10 avril 1993 à Svendborg, est un coureur cycliste danois. Il participe à des compétitions sur route et sur piste.

## Palmarès sur route

### Par année
- 2010
  - 1re étape du Tour du Pays de Vaud

### Classements mondiaux
| Année           | 2016 | 2017   |
| --------------- | ---- | ------ |
| UCI Europe Tour | 928e | 1 386e |

## Palmarès sur piste

### Championnats des Pays nordiques
- 2017
  -  Médaillé d'argent de l'américaine (avec Kasper Linde)
  -  Médaillé d'argent de la coure aux points

### Championnats nationaux
- 2008
  - 2e du championnat du Danemark de poursuite par équipes juniors
- 2009
  -  Champion du Danemark de poursuite par équipes juniors (avec Matias Greve, Lasse Norman Hansen et Anders Damgaard)
- 2010
  -  Champion du Danemark de poursuite par équipes juniors (avec Lasse Norman Hansen, Matias Greve et Daniel Mielke)
  -  Champion du Danemark du scratch juniors
  - 2e du championnat du Danemark du kilomètre juniors
  - 3e du championnat du Danemark de l'américaine juniors
  - 3e du championnat du Danemark de course aux points juniors
- 2011
  -  Champion du Danemark de l'américaine juniors (avec Elias Busk)
  -  Champion du Danemark de poursuite par équipes juniors (avec Casper von Folsach, Patrick Olesen et Rasmus Lund)
  - 2e du championnat du Danemark du scratch juniors
- 2016
  - 3e du championnat du Danemark de l'omnium

### Six jours
- 2016
  - Six Jours de Brême U23 (avec Elias Busk)